# Easton (Nueva York)
Easton es un pueblo ubicado en el condado de Washington en el estado estadounidense de Nueva York. En el año 2000 tenía una población de 2,259 habitantes y una densidad poblacional de 14 personas por km².

## Geografía
Easton se encuentra ubicado en las coordenadas 43°1′49″N 73°32′14″O / 43.03028, -73.53722.

## Demografía
Según la Oficina del Censo en 2000 los ingresos medios por hogar en la localidad eran de $43,194, y los ingresos medios por familia eran $48,947. Los hombres tenían unos ingresos medios de $32,428 frente a los $24,569 para las mujeres. La renta per cápita para la localidad era de $19,998. Alrededor del 6.6% de la población estaban por debajo del umbral de pobreza.